# 争论
争论或争议（英語：controversy），是各类角色针对某一问题、现象或者事件状况表达不同观点，或进行批判，通过论证进行讨论的行为。换句话说，某个争议是指构成分歧或矛盾的事件中的各类元素。一些社会学家和专家主张将争议和论战区分开来，但两者都与论证法和雄辩法相对应。这两种形式的对抗的共同点在于冲突各方立场难以统一。从这个角度看，诉讼处于这两个类别的中间位置。哲学家马塞洛提出要区分讨论，争议和纠纷三个词。在超过十年的研究中，争论已成为社会科学，尤其是社会学中一个非常活跃的分支。纠纷和争议，甚至已成为社会学中重新兴起的“实用主义”表达中受青睐的对象。争议的主题或领域包括政治，科学，环境，宗教和性别。争议的其他领域包括历史，神学和哲学。争论的其他领域包括经济，科技，金融，组织，年龄，性别和种族（人种）。

## 科技中的争论
科学史上充斥着科学争论，其中著名的例子有：微积分争议或板块构造争议。对于科学社会学家，科学争论的研究将打开原本被科学定义接受封锁的“黑匣子”。这类观点主张将科学争论和牵涉各类角色的公共讨论区分开。
有许多关于科学哲学的核心问题，包括科学是否能揭示不可观察之事物的真相，甚至科学推理是否可以被证明为合理的，哲学家们没有达成共识。例如，反工业化流派，乃至反科技流派，技术决定论。
在科技引起的灾难或事件中，人为失误和技术误差引发关于责任判定的争论。科学社会学主张将科技和社会各方利益和观点及其关系突显出来，以重新考虑和定义社会和科技的关系。

### 重大议题
故障分析专家亨利·裴特斯基（Henry Petroski）指出，很多工程故障不是单单由技术方面的计算错误引起，而是涉及到设计过程失败、维修出错或管理文化失败。并不是所有工程故障都涉及到伦理论题。第一座塔科马海峡吊桥倒塌事件、火星极地着陆者号坠毁事件、火星气候探测者号瓦解事件，这些都是因为技术、设计或维修过程失败所引起的事件。以下列出较为人知的工程失败事件，有些是伦理问题造成的，有些是技术问题引起的：
- 哥伦比亚号航天飞机灾难（2003）
- 挑战者号航天飞机灾难（1986）
- Therac-25案例（1985至1987）
- 切尔诺贝利核事故（1986）
- 博帕尔事件（1984）
- 爱河事件（1980）
- 三哩岛事件（1979）
- 花旗集团中心（1978）
- 福特平托安全问题（1970年代）
- 水俣病（1908–1973）
- 波士顿糖蜜灾难（1919）
- 26座问题公屋丑闻 （1980年代）
- 三丰百货大楼倒塌事件（1995）- 实际建筑和原本蓝图不符、建筑层数被加高、支柱比原来设计幼兼少放钢筋、额外加置大量保暖设施、用不适当方法移动顶楼的冷气水缸加速楼宇结构损毁，业主发觉楼宇结构出问题只作出维修而非疏散也是导致大量死伤的原因。
- 新世界酒店（联益大厦）坍塌（1986）- 大厦设计错误（整栋大厦由业主黄康霖委任不合格的绘图员设计, 而且由业主以妻舅名义成立的空壳建筑公司以非公开招标形式取得建造合约）、实际建筑和原本蓝图不符（事实比图则少了3条支柱）、偷工减料（业主为节省成本, 在建筑过程中要求更改混凝土成分）、由非专业人士设计和监工楼宇建筑，业主发觉楼宇结构出问题只作出维修而非疏散也是导致大量死伤的原因。
- 中华航空611号班机空难（2002）- 维修损毁机尾的工程人员错误使用比标准面积较小的蒙皮进行维修，及后22年没有维修人员发觉飞机尾部未完全修复，尤其是1995年中华航空才全面禁烟，但机尾有焦油积，说明1995年禁烟至2002年事发的七年间机尾有裂缝问题没有被维修人员发现。
- 突尼斯国际航空1153号班机事故（2005）- 维修油标的工程人员错误换上为ATR-42设计而非为ATR-72设计的油标，令油标无法正确显示肇事客机ATR-72的真正油量, 直接导致飞机引擎在驾驶途中途突然熄火。
- 日本航空123号班机空难（1985）
- 马头围道唐楼倒塌事件（2010）
- 福岛第一核电厂事故（2011）

## 古典雄辩术中的争论
在古典修辞学（雄辩术）中，争议（拉丁文 controversia）是学校教育的一部分，司法中的夸张演讲技巧的一种形式，原则上是为训练未来的律师进行辩护。